# Elorza (Álava)
Elorza es un despoblado que actualmente forma parte de la localidad de Azúa, que está situado en el municipio de Elburgo, en la provincia de Álava, País Vasco (España).

## Historia
Documentado desde el siglo XVIII, estaba situado entre los concejos de Larrínzar y Azúa.
Desde 1957, sus tierras se hallan bajo las aguas del embalse de Ullíbarri-Gamboa.